# Tynaarlo (gemeente)

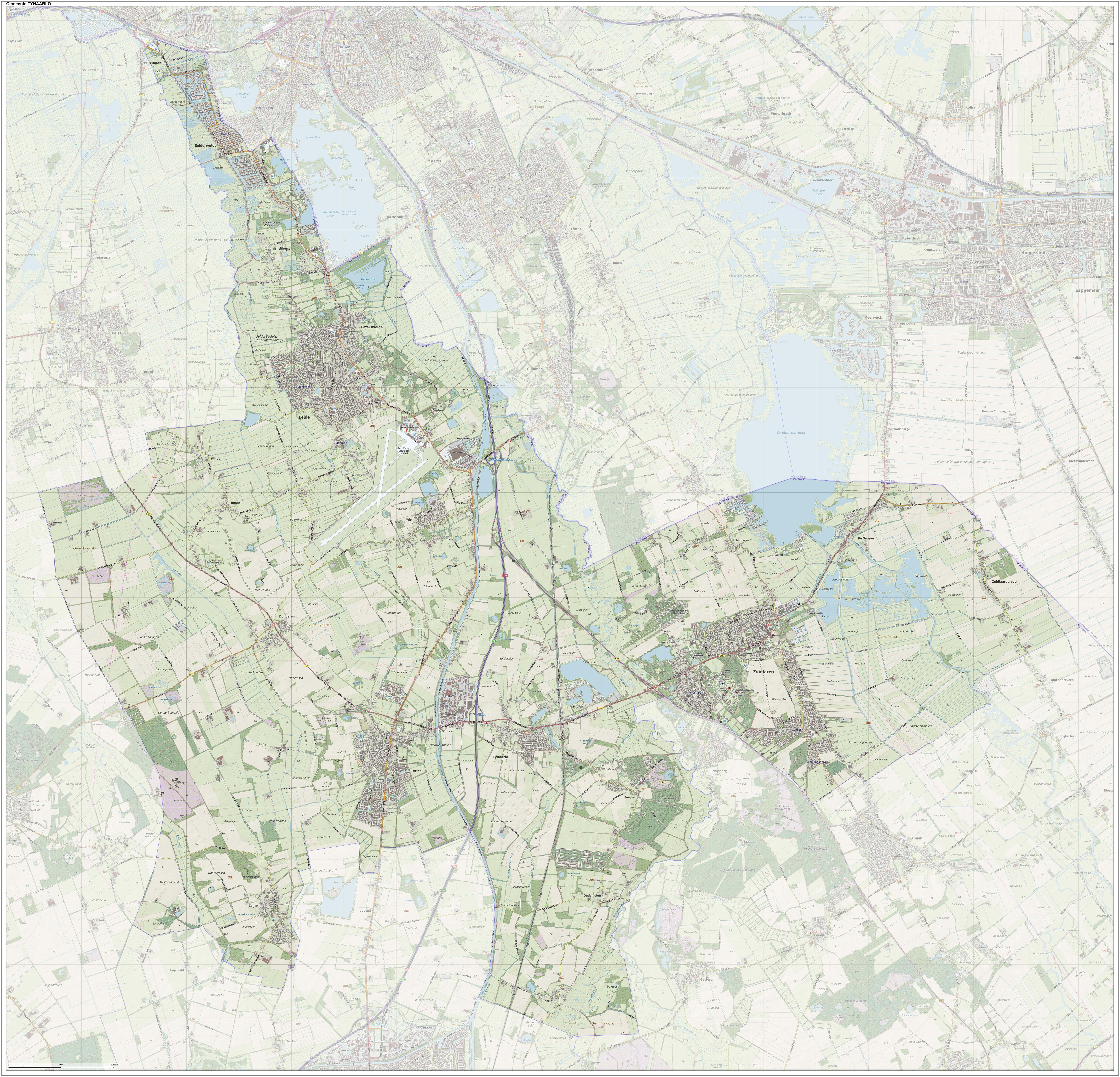
Topografische gemeentekaart van Tynaarlo, september 2023

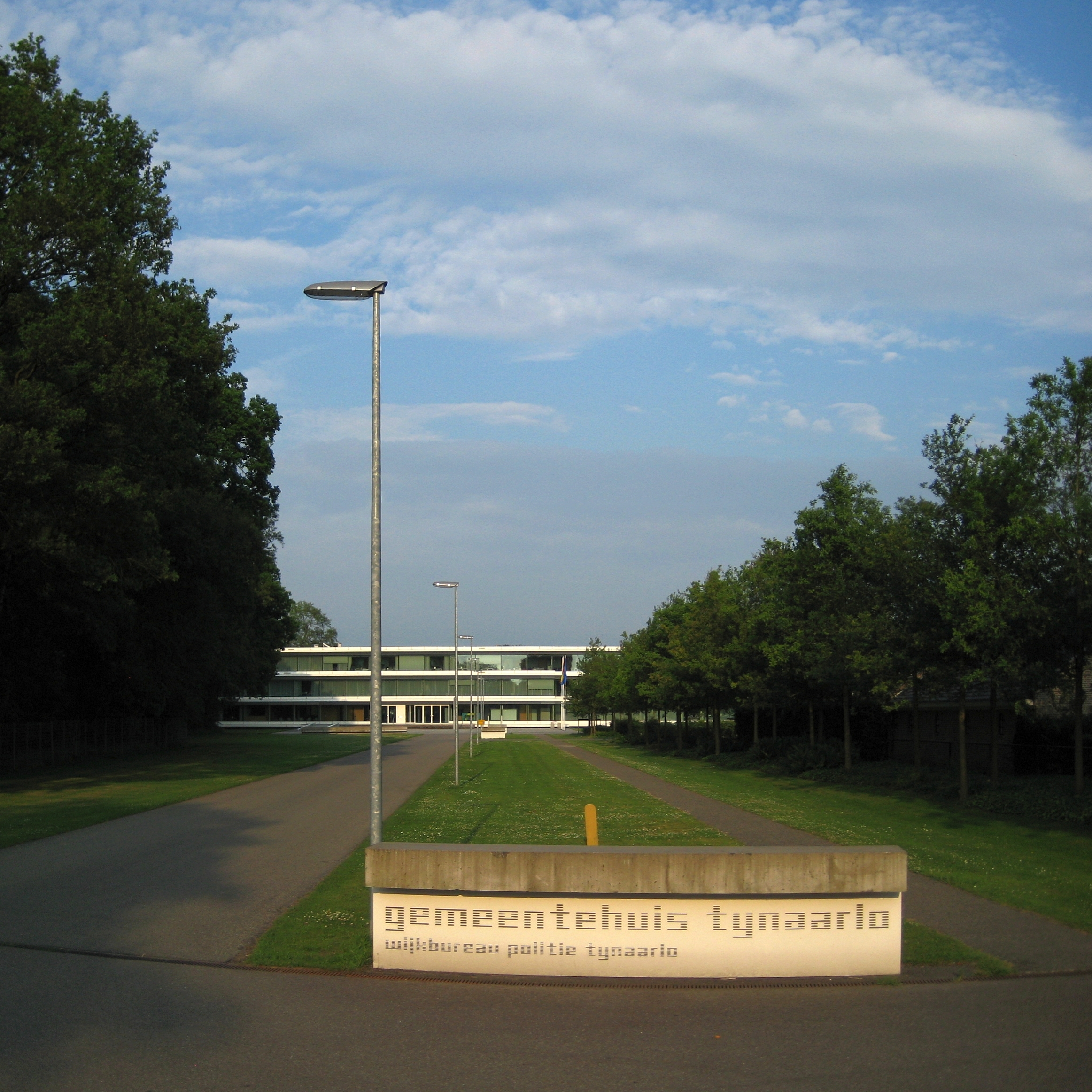
De oprijlaan naar het gemeentehuis van Tynaarlo (2009)

Tynaarlo (uitspraakⓘ; Drents: Tynaorl) is een gemeente in het noorden van de Nederlandse provincie Drenthe.

## Geschiedenis
De gemeente Tynaarlo is in 1998 ontstaan door de samenvoeging van de toenmalige gemeenten Eelde, Vries en Zuidlaren. Aanvankelijk zou de nieuwe fusiegemeente Zuidlaren worden genoemd, maar na protesten uit de voormalige gemeenten Vries en Eelde werd besloten een neutralere naam te kiezen, namelijk die van het relatief kleine dorp, dat ongeveer tussen de drie grootste dorpen in ligt. Op 7 mei 2004 werd het nieuwe gemeentehuis in Vries in gebruik genomen. Tot die tijd waren de ambtenaren werkzaam op verschillende locaties in Paterswolde, Vries en Zuidlaren.

## Geografie
De gemeente Tynaarlo herbergt 34.730 (1 januari 2024, bron: CBS) mensen op een oppervlakte van 147,65 km² (waarvan 3,92 km² water: delen van het Zuidlaardermeer en het Paterswoldsemeer liggen in de gemeente). De gemeente Tynaarlo telt achttien officiële kernen.
| Woonplaats (BAG) | Inwoners 2023 |
| ---------------- | ------------- |
| Bunne            | 220           |
| De Groeve        | 465           |
| De Punt          | 230           |
| Donderen         | 455           |
| Eelde            | 7.090         |
| Eelderwolde      | 3.165         |
| Midlaren         | 345           |
| Oudemolen        | 60            |
| Paterswolde      | 3.940         |
| Taarlo           | 110           |
| Tynaarlo         | 1.895         |
| Vries            | 4.125         |
| Winde            | 100           |
| Yde              | 845           |
| Zeegse           | 400           |
| Zeijen           | 730           |
| Zuidlaarderveen  | 325           |
| Zuidlaren        | 10.090        |

## Politiek
Zowel in het najaar van 2011 als in het voorjaar van 2013 kreeg de gemeentepolitiek te maken met hoog oplopende spanningen. Bij de eerste crisis stapte het gehele college op. De tweede crisis draaide om het ontslag van een financieel topambtenaar en leidde ertoe dat burgemeester Frank van Zuilen eind juni 2013 met ziekteverlof ging. De toenmalige commissaris van de Koning in Drenthe, Jacques Tichelaar, achtte de situatie dusdanig ernstig dat hij besloot in te grijpen. Op 12 augustus 2013 werd Piet Adema als waarnemend burgemeester aangesteld.

### Gemeenteraad
De gemeenteraad van Tynaarlo bestaat uit 23 zetels. Hieronder staat de samenstelling van de gemeenteraad sinds 1998:
| Partij            | 1998 | 2002 | 2006 | 2010 | 2014 | 2018 | 2022 |
| ----------------- | ---- | ---- | ---- | ---- | ---- | ---- | ---- |
| Leefbaar Tynaarlo | 1    | 4    | 3    | 3    | 3    | 4    | 5    |
| Tynaarlo Nu       | -    | -    | -    | -    | -    | -    | 31   |
| GroenLinks        | 2    | 2    | 3    | 3    | 3    | 4    | 3    |
| PvdA              | 5    | 4    | 6    | 5    | 3    | 2    | 3    |
| VVD               | 7    | 5    | 4    | 5    | 4    | 4    | 3    |
| D66               | 2    | 1    | 1    | 2    | 4    | 3    | 3    |
| Gemeentebelangen  | 2    | 3    | 3    | 2    | 2    | 2    | 1    |
| CDA               | 3    | 3    | 2    | 2    | 2    | 3    | 1    |
| ChristenUnie      | 1    | 1    | 1    | 1    | 2    | 1    | 1    |
| Totaal            | 23   | 23   | 23   | 23   | 23   | 23   | 23   |

1: Tynaarlo Nu nam deel met een blanco lijst

### College van B&W
De coalitie voor de periode 2022-2026 bestaat uit Leefbaar Tynaarlo, GroenLinks, PvdA, ChristenUnie en Gemeentebelangen Tynaarlo. Zie hieronder het college van burgemeester en wethouders voor de periode 2022-2026:
- M.J.F.J. (Marcel) Thijsen (partijloos), burgemeester
- J.J. (Jurryt) Vellinga (Leefbaar Tynaarlo), wethouder
- J.N. (Hans) Kuipers (GroenLinks), wethouder
- J.E. (Hans) de Graaf (ChristenUnie), wethouder
- J.W.S. (Jelbrich) Peters (PvdA), wethouder

### Samenwerkingsverband
Tynaarlo werkt ambtelijk samen met de gemeenten Aa en Hunze en Assen in het samenwerkingsverband Drentsche Aa.

## Openbaar vervoer
De spoorlijn Zwolle - Groningen loopt door de gemeente, echter zonder halte. In het verleden heeft bij de plaats Tynaarlo een halte gelegen met de naam Zuidlaren, later Tynaarlo genoemd. Het busvervoer wordt verzorgd door Qbuzz en is voor het grootste deel op de stad Groningen gericht.
Buslijnen:
- lijn 5 (Qlink): (Scharmer -) P+R Meerstad - Annen (via P+R Haren en Zuidlaren)
- lijn 9 (stadsdienst Groningen): Groningen Zernike - De Punt (via Paterswolde en Eelde)
- lijn 50: Assen - Groningen HS (via Ubbena, Vries, de Punt, Glimmen en Haren)
- lijn 51: Assen - Groningen HS (via Loon, Gasteren, Anloo, Annen, Schuilingsoord, Zuidlaren, Onnen en Haren)
- lijn 86: Norg - Groningen HS (via Donderen, Peize en Hoogkerk)
- lijn 109: Assen - Groningen Zernike (via Tynaarlo en Haren)
- lijn 300 (Qliner): Groningen HS - Emmen (Via Westlaren, Gieten en Borger)
- lijn 418 (nachtbus): Groningen HS - Groningen HS (via Haren, Glimmen, Zuidlaren en Annen)

## Monumenten en kunstwerken
In de gemeente zijn er een aantal rijksmonumenten, oorlogsmonumenten en kunstwerken, zie:
- Lijst van rijksmonumenten in Tynaarlo
- Lijst van oorlogsmonumenten in Tynaarlo
- Lijst van Stolpersteine in Tynaarlo
- Beelden in Tynaarlo

## Aangrenzende gemeenten
| Aangrenzende gemeenten | Aangrenzende gemeenten | Aangrenzende gemeenten | Aangrenzende gemeenten | Aangrenzende gemeenten |
| ---------------------- | ---------------------- | ---------------------- | ---------------------- | ---------------------- |
|                        |                        | Groningen (Gr)         |                        |                        |
|                        |                        |                        |                        |                        |
| Noordenveld            | Midden-Groningen (Gr)  |                        |                        |                        |
|                        |                        |                        |                        |                        |
|                        |                        | Assen                  |                        | Aa en Hunze            |